# San Pedro Sula

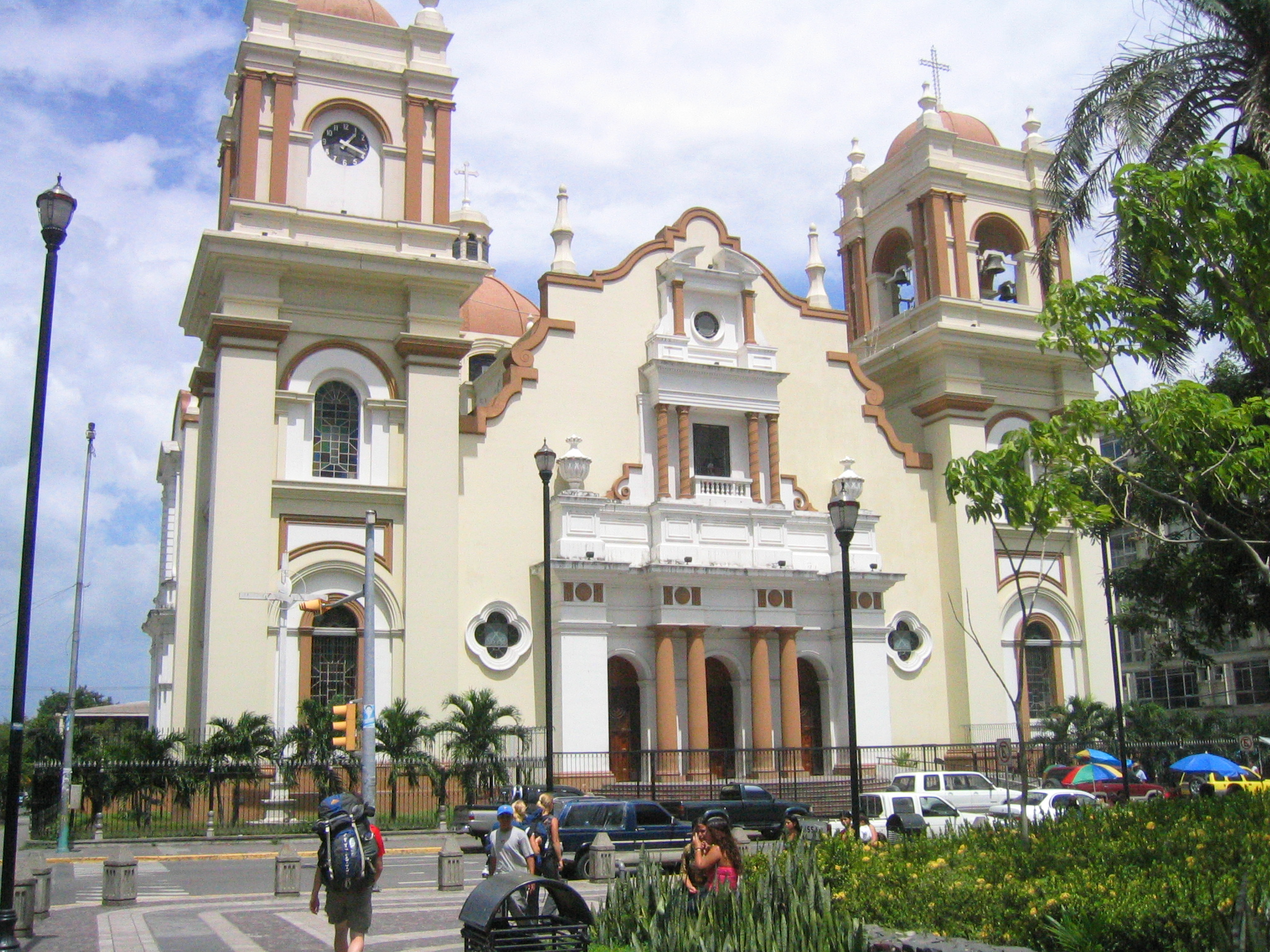
Thành phố San Pedro Sula

San Pedro Sula là một thành phố ở Honduras. Thành phố nằm ở góc phía tây bắc của đất nước, trong de Valle Sula (Sula Valley), khoảng 60 km về phía nam của Puerto Cortés brên biển Caribbean. Với dân số ước tính 802.598 người (ước tính năm 2010) trong khu vực vùng đô thị của nó, đây là thành phố lớn thứ hai ở nước sau thủ đô Tegucigalpa, và được coi là trung tâm công nghiệp của Honduras. Nó là thủ phủ của tỉnh Cortés. Thành phố phục vụ như một trung tâm giao thông lớn cho phần còn lại của đất nước, trong khi kinh tế duy trì cơ sở của nó trong ngành công nghiệp ánh sáng và sản xuất cà phê, chuối, thịt bò, mía đường, thuốc lá, lâm nghiệp và thương mại. Theo tạp chí The Economist, San Pedro Sula tạo ra hai phần ba tổng sản phẩm quốc nội của quốc gia này.
San Pedro Sula có một bảo tàng khảo cổ học và lịch sử, trong đó bao gồm cả hiện vật và tiền Columbia, thuyết minh chi tiết sự tiến hóa của thành phố. Xì gà làm cho doanh nghiệp là quan trọng, cũng như các nhà máy lắp ráp may mặc, được biết đến như maquiladoras. Sân bay quốc tế Ramón Villeda Morales là một trong các sân bay quan trọng nhất ở Honduras do các kết nối hàng không địa phương và quốc tế. Các trường đại học tư nhân đầu tiên ở Honduras được thành lập tại San Pedro Sula trong năm 1978, Đại học San Pedro Sula (là trường đại học tư thục được công nhận).